# CTCSS

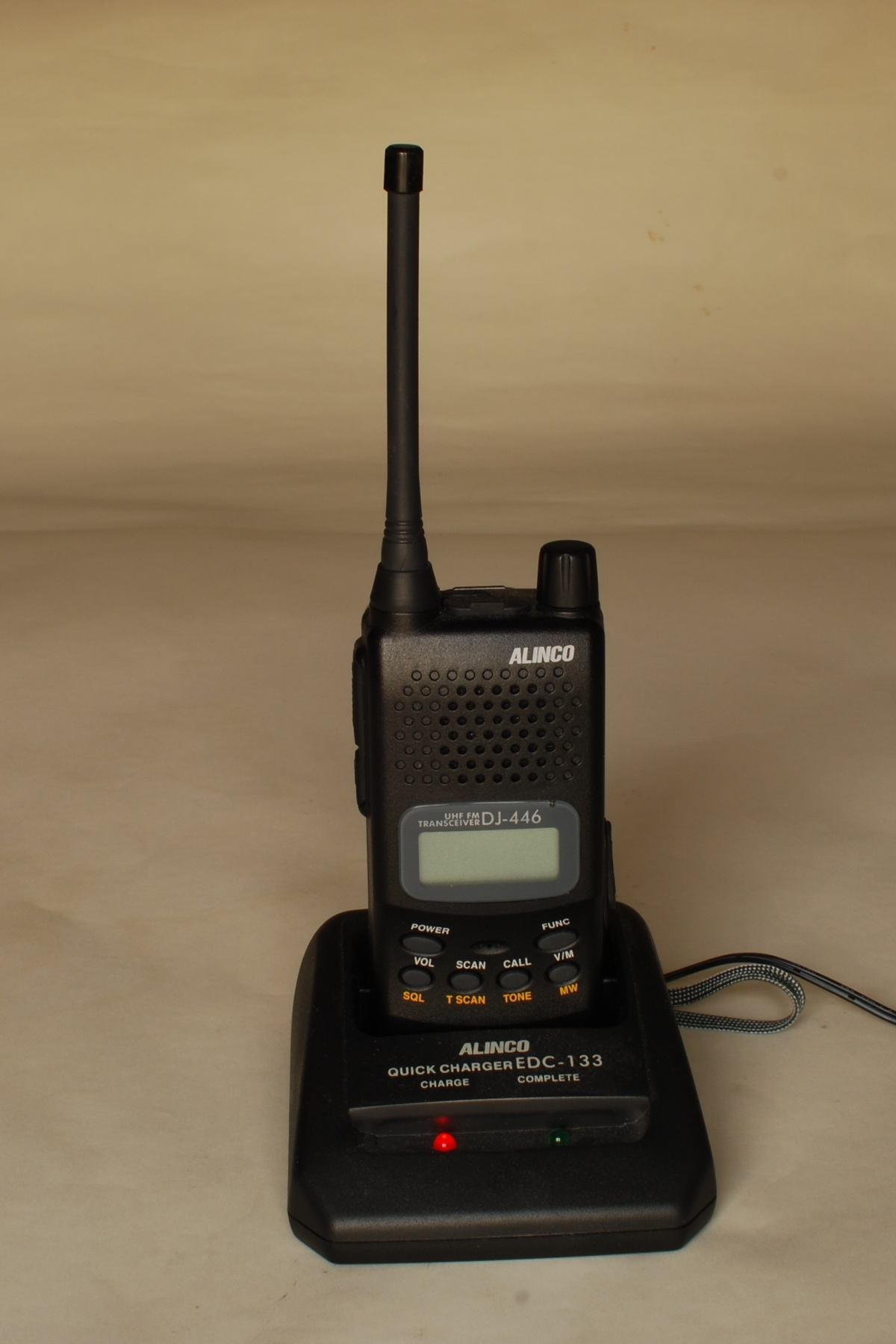
Radio bidirectionnelle Alinco DJ-446 PMR446 avec base de chargement EDC-133. Cet appareil possède la méthode de radiocommunication CTCSS.

En radiocommunication, le dispositif CTCSS, abréviation de Continuous Tone Code Squelch System (litt. système de filtrage par code de tonalité continu), est un système de réception sélective utilisé sur certains émetteurs-récepteurs pour réduire la gêne par d'autres utilisateurs partageant une même fréquence radio. Il ne doit pas être confondu avec les systèmes d'appel sélectif.

## Fonctionnement
À l'émission, l'émetteur transmet simultanément le signal vocal utile et une tonalité inaudible choisie dans une bande de fréquence comprise entre 67 et 254 Hz. À la réception, seuls les récepteurs programmés pour réagir à la tonalité choisie à l'émission débloquent leur haut-parleur, les autres restent muets. Lorsque plusieurs réseaux partagent la même fréquence radio, ceci évite la gêne par des communications n'utilisant pas de CTCSS ou bien utilisant des tonalités de fréquences différentes.

## Spécifications techniques
Le principe du CTCSS est l'envoi d'une tonalité inaudible tout le temps de l'émission et la détection de cette tonalité à la réception.
Il existe une cinquantaine de fréquences CTCSS disponibles.
| N° AIE | Tonalité en Hz | PL Code | N° AIE | Tonalité en Hz | PL Code |
| 1      | 67,0           | XZ      | 20     | 131,8          | 3B      |
| 2      | 71,9           | XA      | 21     | 136,5          | 4Z      |
| 3      | 74,4           | WA      | 22     | 141,3          | 4A      |
| 4      | 77,0           | XB      | 23     | 146,2          | 4B      |
| 5      | 79,7           | WB      | 24     | 151,4          | 5Z      |
| 6      | 82,5           | YZ      | 25     | 156,7          | 5A      |
| 7      | 85,4           | YA      | 26     | 162,2          | 5B      |
| 8      | 88,5           | YB      | 27     | 167,9          | 6Z      |
| 9      | 91,5           | ZZ      | 28     | 173,8          | 6A      |
| 10     | 94,8           | ZA      | 29     | 179,9          | 6B      |
| 11     | 97,4           | ZB      | 30     | 186,2          | 7Z      |
| 12     | 100,0          | 1Z      | 31     | 192,8          | 7A      |
| 13     | 103,5          | 1A      | 32     | 203,5          | M1      |
| 14     | 107,2          | 1B      | 33     | 210,7          | M2      |
| 15     | 110,9          | 2Z      | 34     | 218,1          | M3      |
| 16     | 114,8          | 2A      | 35     | 225,7          | M4      |
| 17     | 118,8          | 2B      | 36     | 233,6          | M5      |
| 18     | 123,0          | 3Z      | 37     | 241,8          | M6      |
| 19     | 127,3          | 3A      | 38     | 250,3          | M7      |

| 67,0 Hz  | 69,3 Hz  | 71,9 Hz  | 74,4 Hz  | 77,0 Hz  | 79,7 Hz  | 82,5 Hz  | 85,4 Hz  | 88,5 Hz  | 91,5 Hz  |
| 94,8 Hz  | 97,4 Hz  | 100,0 Hz | 103,5 Hz | 107,2 Hz | 110,9 Hz | 114,8 Hz | 118,8 Hz | 123,0 Hz | 127,3 Hz |
| 131,8 Hz | 136,5 Hz | 141,3 Hz | 146,2 Hz | 151,4 Hz | 156,7 Hz | 159,8 Hz | 162,2 Hz | 165,5 Hz | 167,9 Hz |
| 171,3 Hz | 173,8 Hz | 177,3 Hz | 179,9 Hz | 183,5 Hz | 186,2 Hz | 189,9 Hz | 192,8 Hz | 196,6 Hz | 199,5 Hz |
| 203,5 Hz | 206,5 Hz | 210,7 Hz | 218,1 Hz | 225,7 Hz | 229,1 Hz | 233,6 Hz | 241,8 Hz | 250,3 Hz | 254,1 Hz |

Les 38 tonalités pour AIE sont en gras.

## Intérêt
Ce système est entre autres utilisé par des appareils utilisant la norme PMR446. Le procédé est plus efficace que le simple silencieux (appelé aussi squelch) que l'on rencontre habituellement sur tous les émetteurs-récepteurs fonctionnant en FM. Il permet de diviser artificiellement des canaux en sous-canaux et réduire ainsi la gêne entre utilisateurs. Cependant, le système CTCSS n'améliore pas la disponibilité de la ressource radio. Il empêche simplement d'entendre les conversations d'utilisateurs ayant choisi un autre sous-canal.